# Aiguille de Chalais
L'aiguille de Chalais se situe dans le massif de la Chartreuse et se trouve sur le territoire communal de la ville de Voreppe. Culminant à 1 089 mètres, elle domine cette dernière ainsi que la cluse de Voreppe. Le sommet de l'aiguille est une aire de départ de vol libre.

## Panorama
Légèrement en contrebas de l'aiguille, au niveau du rocher de Bellevue, se trouve un point de vue remarquable sur la cluse de Voreppe, l'Isère et le nord du massif du Vercors.
Face au massif du Vercors et surplombant la trouée de l'Isère, le site de l'aiguille de Chalais offre une jolie vue sur les principaux sommets du nord du Vercors, dont le Bec de l'Échaillon (extrémité nord du massif), la dent de Moirans (988 mètres, la Cuche (998 mètres, la pointe de la Sure (1 643 mètres), etc.
Vers le nord, s'offre aux yeux du randonneur une vue plongeante sur Pommiers-la-Placette dominé par Roche Brune (942 mètres).

Vue panoramique de la trouée de l'Isère et du massif du Vercors depuis l'aiguille de Chalais.

## Écosystème
Du hameau du Chevalon jusqu'au sommet de l'aiguille fut créée une vaste zone naturelle d'intérêt écologique, faunistique et floristique de type I d'une surface de 34,39 hectares grâce notamment à la présence d'une riche flore de type méridional. Les espèces végétales présentes sont en particulier le Genévrier thurifère, qui est ici très proche de la limite septentrionale de son aire de répartition géographique. Cette flore méridionale disparaît vers le sommet de l'aiguille, mais il est alors possible de trouver dans les boisements une plante intéressante : Lathraea squamaria.

## Randonnée
L'aiguille est le point d'arrivée d'un sentier en provenance du monastère de Chalais. Depuis ce dernier et le parking qui le jouxte il faut compter environ 1 500 mètres de distance par ce petit chemin et monter un dénivelé de 120 mètres pour rejoindre le sommet.